# حمام نور الدين الشهيد
حمام نور الدين الشهيد هو من أقدم حمامات دمشق القديمة المصنفة في قائمة التراث العالمي يقع الحمام في سوق البزورية المتفرع من سوق مدحت باشا الشهير في دمشق بجانب خان أسعد باشا بناه السلطان نورالدين زنكي(الشهيد) سنة 565هـ 1169.

## الوصف
الحمام عبارة عن بناء أثري مكون من غرف وقاعات للاستحمام وقاعة للاستقبال والاستراحة هجر هذا الحمام لفترة طويلة وأعيد ترميمه واستثماره حديثاً حيث رمم بإشراف المديرية العامة للآثار والمتاحف في الجمهورية العربية السورية 1979 م ويرتاده السياح والزوار وراغبي الاسترخاء، يقع الحمام وسط العديد من المباني والأسواق التاريخية في قلب دمشق القديمة .

## أقسام الحمام
يتألف كسائر الحمامات الدمشقية من ثلاثة أقسام هي:
- القسم البارد (الخارجي)
- القسم الفاتر ( المتوسط)
- القسم الحار (الداخلي)